# Хеггинс (лунный кратер)
Кратер Хеггинс (лат. Huggins ), не путать с кратером Хеггинс на Марсе, — большой ударный кратер в материковой части южного полушария видимой стороны Луны. Название присвоено в честь английского астронома-любителя Уильяма Хаггинса (1824—1910) и утверждено Международным астрономическим союзом в 1935 г. Образование кратера относится к нектарскому периоду.

## Описание кратера

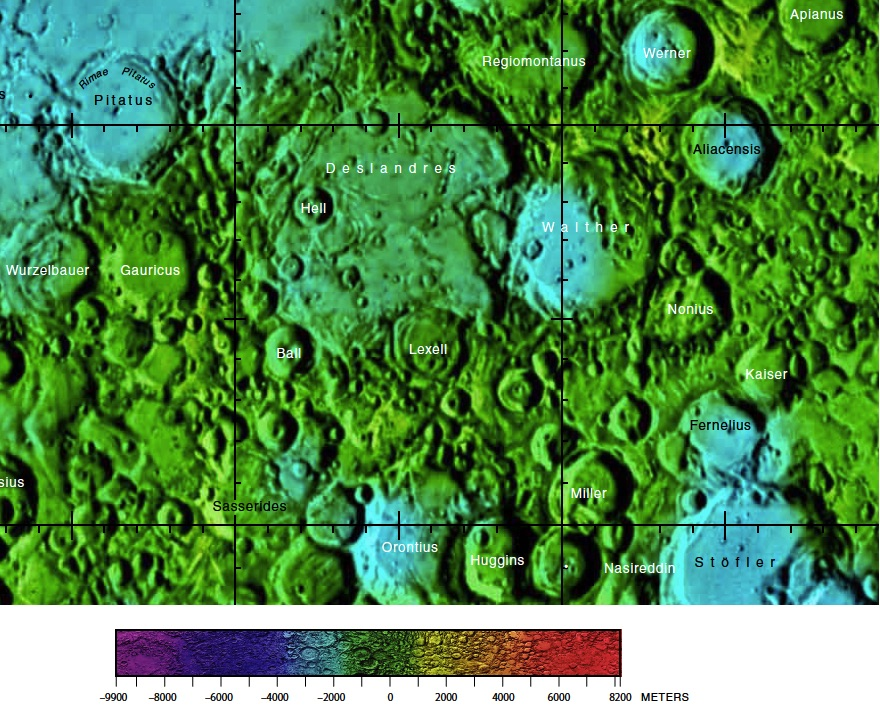
Окрестности кратера Хеггинс. Фрагмент карты видимой стороны Луны.

Кратер Хеггинс перекрывает восточную часть чаши кратера Оронций, в свою очередь восточная часть его чаши перекрыта кратером Насирэддин. Другими ближайшими соседями кратера являются кратер Миллер на северо-востоке и кратер Соссюр на юго-западе. Селенографические координаты центра кратера 41°04′ ю. ш. 1°31′ з. д. / 41,07° ю. ш. 1,52° з. д., диаметр 65,8 км, глубина 1850  м.
Кратер Хеггинс имеет циркулярную форму, вал сглажен и отмечен множеством мелких кратеров. Внутренний склон вала гладкий. Северо-западная область чаши сравнительно ровная, отмечена сателлитным кратером Хеггинс A (см. ниже). В центре чаши имеется небольшой округлый центральный пик, к которому с восточной стороны подступает внешний склон вала кратера Насирэддин. Чаша кратера отмечена множеством коротких цепочек мелких кратеров, ориентированных с запада-юго-запада на восток-северо-восток. 

## Сателлитные кратеры

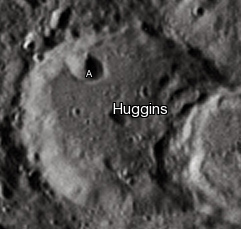
Снимок Девида Кемпбелла.

| Хеггинс | Координаты                                          | Диаметр, км |
| ------- | --------------------------------------------------- | ----------- |
| A       | 40°40′ ю. ш. 2°16′ з. д. / 40,66° ю. ш. 2,27° з. д. | 9,6         |

## См.также
- Список кратеров на Луне
- Лунный кратер
- Морфологический каталог кратеров Луны
- Планетная номенклатура
- Селенография
- Минералогия Луны
- Геология Луны
- Поздняя тяжёлая бомбардировка